# Otto Ehrich
Otto Johannes Julius Max Ehrich, född 6 juni 1897 i Birnbaum, Posen i dåvarande Tyska Riket, död 26 november 1988 i Lindenberg im Allgäu i Tyskland, var en tysk konstnär och affärsman. Han var elev till Karl Schmidt-Rottluff. 

## Liv

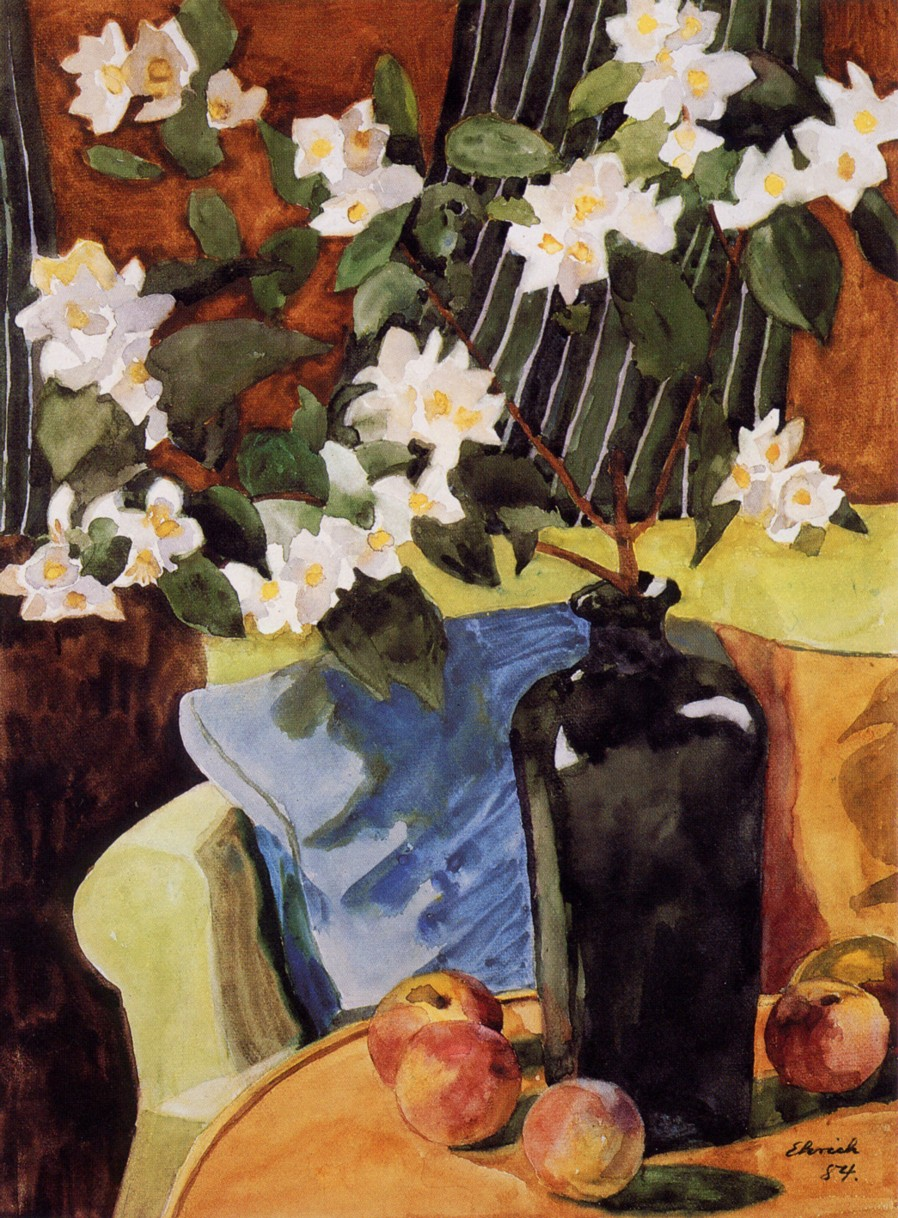
Stilleben, akvarell 1984

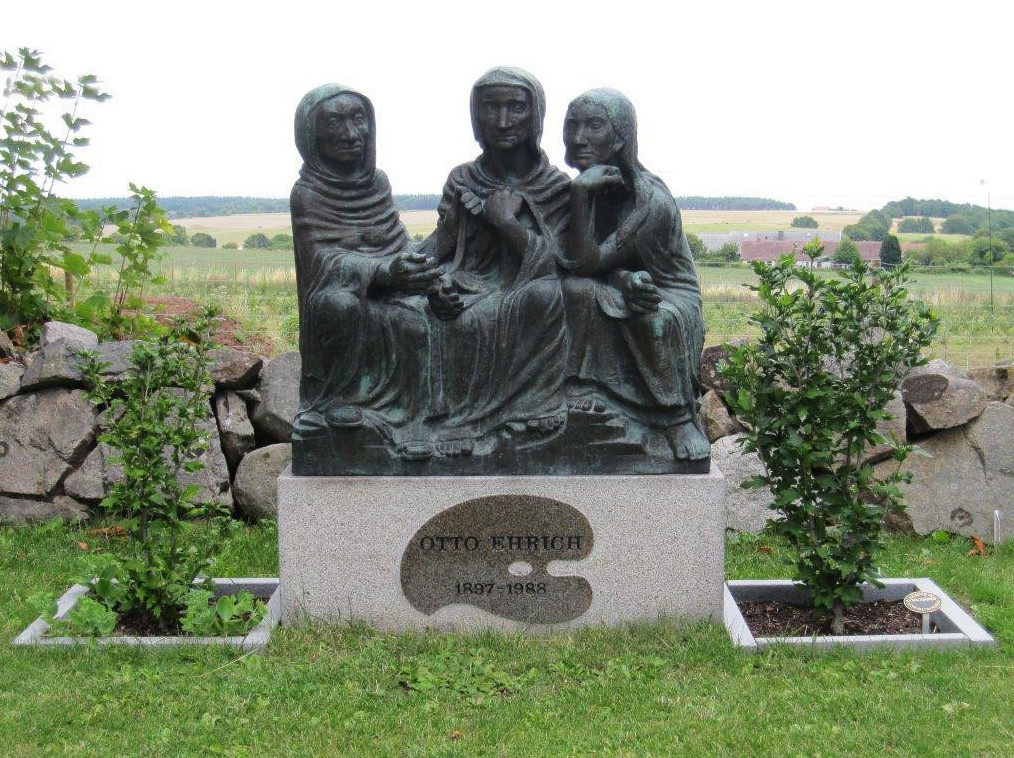
Ehrichs gravvård "Nornorna" i Vitaby, skapad av Waldemar Raemisch.

Åren 1914 till 1918 var Otto Ehrich i krigstjänst som jaktplanspilot och flyglärare, bland annat som utbildare vid den bulgariska pilotskolan november 1916–januari 1918. År 1919 började han en utbildning till affärsman. Under talrika tjänsteresor till bland annat Japan, Kina och Mongoliet lärde han sig nio språk flytande.
År 1936 flyttade han från Tyskland till Finland. Där drev han från 1938 tillsammans med Willi Daugs en Tikkakoski vapenfabrik i Tikkakoski och Rederiaktiebolaget Ergo på Åland. År 1938 gifte han sig med svenskan Liten-Karin Wennerholm, född Sundberg (1907–1978). År 1942 föddes sonen, industriformgivaren Hans Ehrich. Mot slutet av finska fortsättningskriget flydde familjen 1944 till Sverige av rädsla för att överlämnas till Sovjetunionen. År 1945 föddes dottern Franziska. 
Otto Ehrichs egendom i Finland, inklusive Villa Ehrich på Brändö, konfiskerades av finländska staten enligt Lapplandskriget till följd av stilleståndsavtalet med Sovjetunionen i september 1944. Åren 1948 till 1952 bodde han med familjen i Ascona, där han erhöll undervisning i måleri av Karl Schmidt-Rottluff. Från 1953 till 1956 bodde han i München och Barcelona, från 1957 i Rom, från 1971 i Toscana och efter 1981 i Weiler i Allgäu. Han ligger begravd på Vitaby kyrkogård på Österlen.

## Verk
Otto Ehrichs måleri präglas av expressionistisk realism som är delvis influerad av Schmidt-Rottluff. Han målade övervägande landskapsbilder och stilleben i akvarell. Under många decennier var han verksam som konstnär på Österlen, där han tillbringade somrarna. Många av hans verk finns idag i privata och offentliga samlingar, bland annat i Bayerische Staatsgemäldesammlungen i München.

### Länkar
- Om Otto Ehrich i "Frontflieger"